# 欽博縣

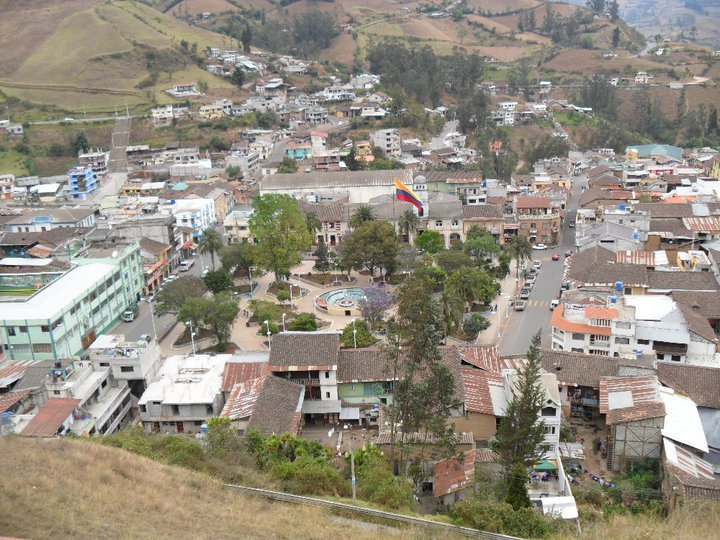

1°42′0″S 79°1′0″W / 1.70000°S 79.01667°W
欽博縣（西班牙語：Cantón Chimbo），是厄瓜多爾的縣份，位於該國中部，由玻利瓦省負責管轄，始建於1535年，面積262平方公里，海拔高度2,450米，2001年人口15,005，人口密度每平方公里57.27人。